# HD 49798
HD 49798 ist ein etwa 650 Parsec von der Erde entfernter Stern im Sternbild Puppis. Er besitzt eine scheinbare Helligkeit von 8,3 mag.
In seiner Nähe entdeckten Wissenschaftler 1997 eine nicht zu identifizierende Röntgenquelle mit der Bezeichnung RX J0648.0–4418. Erst das Weltraumteleskop XMM-Newton konnte das die Strahlung verursachende Objekt identifizieren. Es handelt sich um einen massereichen Weißen Zwerg mit etwa 1,3 Sonnenmassen, der HD 49798 umkreist und alle 13 Sekunden einmal um seine Achse rotiert. Er steht somit (auf astronomischen Zeitskalen) kurz davor, als Typ-Ia-Supernova zu explodieren.